# Thorpe (Derbyshire)
Thorpe – wieś w Anglii, w hrabstwie Derbyshire, w dystrykcie Derbyshire Dales. Leży 25 km na północny zachód od miasta Derby i 205 km na północny zachód od Londynu.